# Pajęczynowiec mocarny
Pajęczynowiec mocarny (Botryobasidium robustius Pouzar & Hol.-Jech) – gatunek grzybów z typu podstawczaków (Basidiomycota).

## Systematyka i nazewnictwo
Pozycja w klasyfikacji według Index Fungorum: Botryobasidium, Botryobasidiaceae, Cantharellales, Incertae sedis, Agaricomycetes, Agaricomycotina, Basidiomycota, Fungi.
Po raz pierwszy opisali go w 1967 r. Zdeněk Pouzar i Věra Holubová-Jechová na drewnie topoli czarnej w Czechach i nadana przez nich nazwa naukowa jest aktualna. Polską nazwę podał internetowy atlas grzybów

## Morfologia
Owocnik
Rozpostarty, gładki, białawy do bladoszarego lub ochrowego. Hymenofor błonkowaty lub filcowaty.
Cechy mikroskopowe
System strzępkowy monomityczny, strzępki jedno-przegrodowe, strzępki w subhymenium grubościenne, o szerokośći 5–8 µm, bezbarwne, strzępki substratowe grubościenne, o szerokości 8-10 µm, nieinkrustowane. Cystyd brak. Podstawki prawie cylindryczne, 15–18 × 8–10 µm, z 6 sterygmami, bez sprzążek u podstawy. Bazydiospory łódeczkowate do migdałowatych (6–)7–9 × 3–4 µm, gładkie, cienkościenne, bezbarwne, niecyjanofilne. Stadium konidialne tworzące poduszkowate plamy, ochrowe do rdzawobrązowych, konidia bezbarwne do żółtawych, grubościenne, kuliste, 13–17 × 13–15 µm, pochodzące z kulistych brodawkowatych komórek konidiogennych rosnących na konidioforach.

## Występowanie i siedlisko
Podano jego stanowiska w niektórych krajach Europy, w jednym rejonie Ameryki Północnej i na dwóch wyspach Oceanu Indyjskiego. Brak go w opracowanej w 2003 r. przez Władysława Wojewodę „Krytycznej liście wielkoowocnikowych grzybów podstawkowych Polski”, ale podano jego stanowiska w późniejszych latach. W internetowym atlasie grzybów znajduje się na liście gatunków zagrożonych i wartych objęcia ochroną.
Nadrzewny grzyb saprotroficzny.